# Delavan Lake
Delavan Lake é uma Região censo-designada localizada no estado norte-americano de Wisconsin, no Condado de Walworth.

## Demografia
Segundo o censo norte-americano de 2000, a sua população era de 2352 habitantes.

## Geografia
De acordo com o United States Census Bureau tem uma área de
15,5 km², dos quais 9,2 km² cobertos por terra e 6,3 km² cobertos por água.

## Localidades na vizinhança
O diagrama seguinte representa as localidades num raio de 8 km ao redor de Delavan Lake.